# Corredor de vida salvaje Selous-Niassa
El corredor de vida salvaje Selous-Niassa une dos grandes reservas naturales, la Reserva de caza Selous, en el sur de Tanzania y la Reserva Nacional de Niassa, en el norte de Mozambique, y da lugar a uno de los ecosistemas transfronterizos más grandes de África, con una superficie de aproximadamente 154.000 km².
El corredor cubre una serie de zona protegidas en dos países. En Tanzania, la más importante es la Reserva de caza Selous y sus zonas adyacentes protegidas, que cubren en total unos 55.500 km², más sus zonas adyacentes no protegidas, consideradas de amortiguación, de unos 7.500 km² que se conservan en las mismas condiciones salvajes. A esto hay que incluir una serie de reservas más pequeñas: el parque nacional Mikumi, de 3.000 km²; las áreas de caza controlada Kilombero, Muhuwesi y Mwambesi, que cubren en conjunto unos 9.000 km²; la Reserva de caza Lukwika-Lumesule/Msanjesi, de 400 km², y la reserva forestal de Sasawara, de 385 km². En Mozambique, la principal zona protegida, que llega hasta la frontera y está limitada por el río Rovuma, que separa ambos países, es la Reserva Nacional de Niassa y sus zonas adyacentes, que cubren unos 42.400 km².

## Ecología

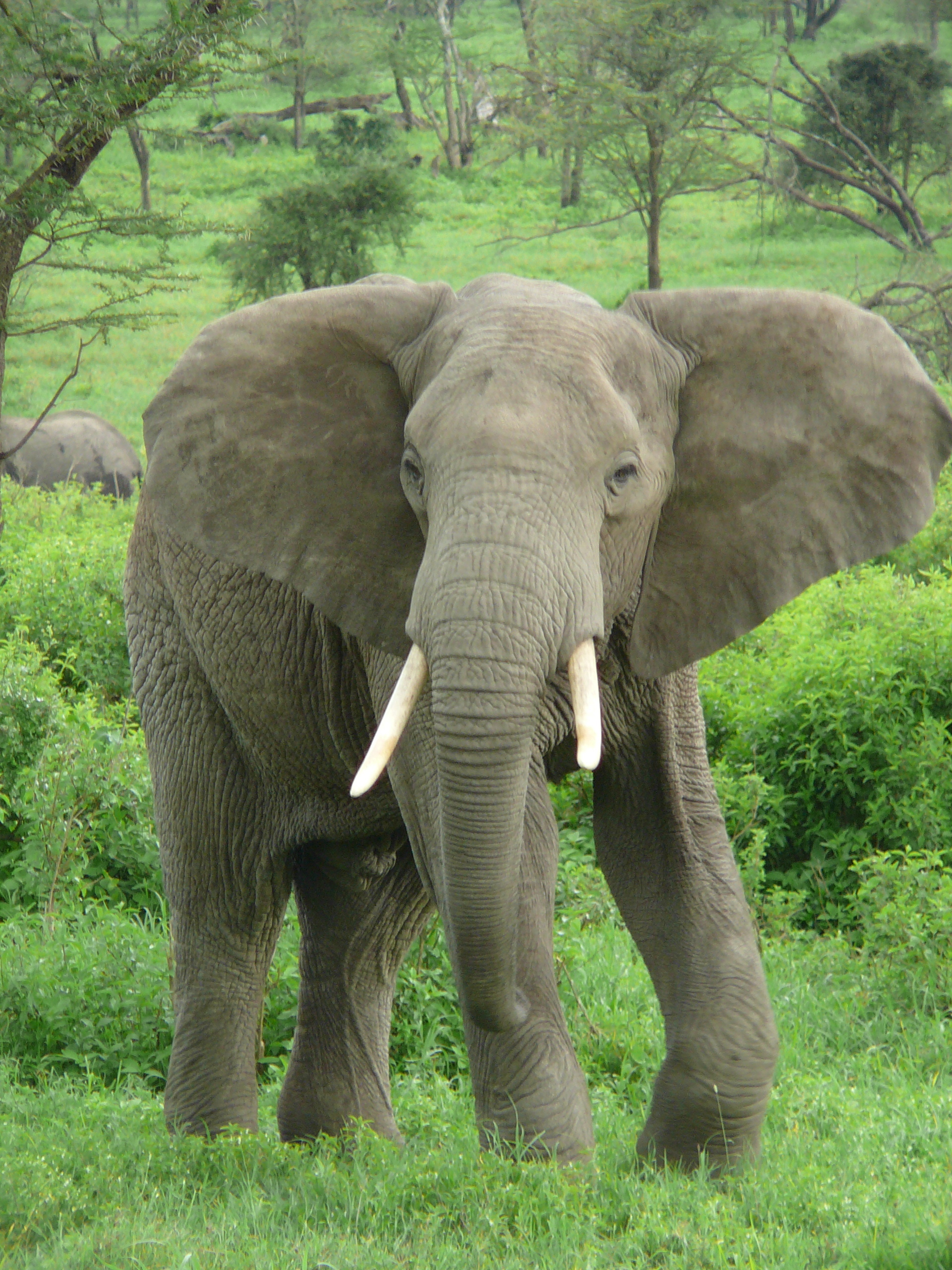
Elefante en Tanzania, entre los parques de Serengueti y Ngorongoro

El corredor enlaza uno de los mayores ecosistemas de bosque de miombo y cubre la ruta migratoria de dos de las mayores concentraciones de elefantes (Loxodonta africana) de África. Durante el censo realizado en la estación seca de 1998, la población en todo el ecosistema fue de 64.400 elefantes, la mayoría en la zona de Tanzania, pero en la actualidad seguramente es mucho mayor. El recuento de elefantes se hizo desde el aire. Al mismo tiempo, se descubrió en el corredor una población de antílope sable de Roosevelt (Hippotragus niger roosevelti) de unos 4.000 animales. 
Otras especies que se encontraron en el corredor son búbalos de Lichtenstein (Alcelaphalus buselaphus lichtensteinii), búfalos africanos (Syncerus caffer), ñus de Niassa (Connochaetes taurinus cooksoni), elands (Taurotragus oryx), grandes kudús (Tragelaphus strepsiceros), antílopes acuáticos (Kobus ellipsiprymnus), antílopes jeroglífico (Tragelaphus scriptus), reduncas meridionales (Redunca arundinum) y diferentes especies de duiker (Cephalophinae). En cuanto a carnívoros, se han encontrado en el corredor licaones (Lycaon pictus), leones (Panthera leo), leopardos (Panthera pardus), hienas manchadas (Crocuta crocuta), cocodrilos (Crocodylus niloticus), hipopótamos (Hippopotamus amphibius), mamíferos más pequeños y numerosas aves endémicas de Tanzania.

## Proyecto de zona protegida del Corredor de Vida Salvaje Selous-Niassa

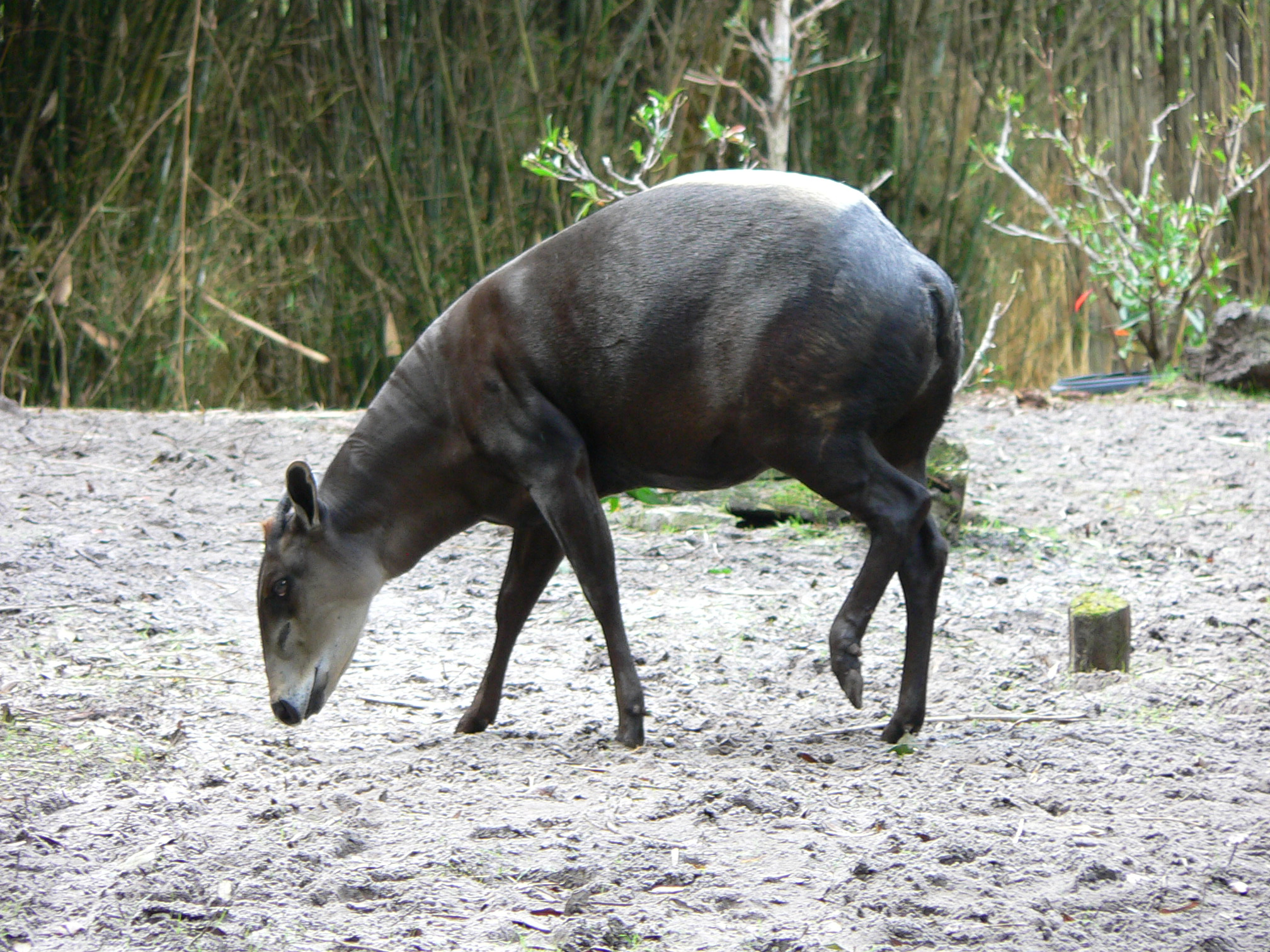
Duiker, uno de los animales que utilizan el corredor Selou-Niassa

El aumento de la población en el sur de Tanzania ha complicado la protección de los animales salvajes en sus migraciones, de modo que se ha hecho la propuesta de crear un corredor de vida salvaje que una las reservas de Selou y Niassa. El corredor biológico tendría una anchura de 30 a 40 km de este a oeste y una longitud de unos 160-200 km de norte a sur. Empezaría en la reserva de Selous y acabaría en el río Rovuma, que separa Tanzania de Mozambique y es donde empieza la Reserva Nacional de Niassa. 
La parte norte del corredor ya se encuentra protegida por la reserva forestal de Undendeule y las áreas de conservación de la vida salvaje de las poblaciones que hay en la zona de amortiguación de Selous. El proyecto de corredor se centra en la zona sur, donde el bosque de miombo se ve interrumpido por zonas húmedas y los bosques de ribera de los diferentes afluentes septentrionales del Rovuma.

## Objetivo
En 2000 el Proyecto del Corredor de Vida Salvaje Selous-Niassa se puso en marcha con la intención de obtener información sobre el establecimiento de protección legal en las localidades adecuadas en relación con las rutas de migración de los animales, el establecimiento de cuotas para el uso de la zona y las estrategias para minimizar los conflictos entre la vida salvaje y las comunidades locales.
El objetivo era crear una red de pueblos que formaran parte de un área sostenible, protegida, gestionada y utilizada por las comunidades locales, con la asistencia del gobierno local y los organismos de control de la vida salvaje. Con atención especial a la subsistencia de los habitantes del lugar y a la conservación a largo plazo del corredor.
El desarrollo y gestión del corredor lo ejecutaría la División de Vida Salvaje del Ministerio de Recursos Naturales y Turismo de Tanzania (Wildlife Division of the Ministry of Natural Resources and Tourism of Tanzania), financiado por el Global Environment Facility (GEF) a partir de un programa de desarrollo de Naciones Unidas. La agencia ejecutora sería la alemana Gesellschaft für Technische Zusammenarbeit International Services (GTZ-IS).

## Corredores
El término "corredor de vida salvaje" (wildlife corridor) se utiliza para definir dos tipos de área. En primer lugar, la que usan los animales para ir de un lugar a otro a través de una zona que es su hábitat. En segundo lugar, un área que conecta dos zonas que son su hábitat a través de una zona que no lo es. En general, el término corredor de vida salvaje se usa para definir una zona no protegida que une dos zonas protegidas a través de la cual pasan los animales, el más característico de los cuales es el elefante.
En Tanzania había, en 2008, 31 corredores de vida salvaje de cinco tipos diferentes, desde los no confirmados, por los que no se sabe si hay migración, hasta que los que conectan hábitats importantes. Selous-Niassa es del cuarto tipo, con movimientos de migración, especialmente elefantes, perfectamente detectados por seguimiento aéreo y por estudio de los caminos. La zona debe ser protegida, incluyendo las zonas agrícolas.